# Жульєн Ніколардо
Жульєн Ніколардо (фр. Julien Nicolardot, 13 грудня 1981) — французький плавець.
Учасник Олімпійських Ігор 2008 року.